# Ronde van Limburg 2025
Il Ronde van Limburg 2025, settantatreesima edizione della corsa e valida come prova dell'UCI Europe Tour 2025 categoria 1.1, si svolse il 16 aprile 2025 su un percorso di 178,6 km, con partenza da Hasselt e arrivo a Tongeren, in Belgio. La vittoria fu appannaggio del belga Milan Fretin, il quale completò il percorso in 3h57'50", alla media di 45,057 km/h, precedendo i connazionali Simon Dehairs e Milan Menten.
Sul traguardo di Tongeren 107 ciclisti, dei 138 partiti da Hasselt, portarono a termine la competizione.

## Squadre e corridori partecipanti
| N.      | Cod. | Squadra                |
| ------- | ---- | ---------------------- |
| 1-7     | IWA  | Intermarché-Wanty      |
| 12-17   | LTK  | Lidl-Trek              |
| 21-26   | COF  | Cofidis                |
| 31-37   | ADC  | Alpecin-Deceuninck     |
| 41-47   | LOT  | Lotto                  |
| 51-57   | Q36  | Q36.5 Pro Cycling Team |
| 61-67   | CJR  | Caja Rural-Seguros RGA |
| 71-77   | EKP  | Equipo Kern Pharma     |
| 81-87   | TFB  | Team Flanders-Baloise  |
| 91-97   | TNN  | Team Novo Nordisk      |
| 101-107 | TEN  | TotalEnergies          |

| N.      | Cod. | Squadra                             |
| ------- | ---- | ----------------------------------- |
| 111-117 | RKT  | Unibet Tietema Rockets              |
| 121-127 | WB2  | Wagner Bazin WB                     |
| 131-137 | SQD  | Soudal Quick-Step Devo Team         |
| 141-147 | GSH  | Airtox-Carl Ras                     |
| 151-156 | BCY  | Beat Cycling Team                   |
| 161-167 | TIS  | Tarteletto-Isorex                   |
| 171-177 | VWT  | VolkerWessels Cycling Team          |
| 181-187 | A6D  | Atom 6 Bikes-Decca Continental Team |
| 191-197 | MET  | Metec-Solarwatt p/b Mantel          |
| 201-207 | PHV  | Parkhotel Valkenburg CT             |

## Ordine d'arrivo (Top 10)
| Pos. | Corridore           | Squadra       | Tempo    |
| ---- | ------------------- | ------------- | -------- |
| 1    | Milan Fretin        | Cofidis       | 3h57'50" |
| 2    | Simon Dehairs       | Alpecin       | s.t.     |
| 3    | Milan Menten        | Lotto         | s.t.     |
| 4    | Pierre Barbier      | Wagner        | s.t.     |
| 5    | Matteo Moschetti    | Q36.5         | s.t.     |
| 6    | Florian Dauphin     | TotalEnergies | s.t.     |
| 7    | Eduard Prades       | Caja Rural    | s.t.     |
| 8    | Jordi Warlop        | Soudal Devo   | s.t.     |
| 9    | Tim Torn Teutenberg | Lidl          | s.t.     |
| 10   | Timothy Dupont      | Tarteletto    | s.t.     |